# Allotinus dositheus
Allotinus dositheus är en fjärilsart som beskrevs av Hans Fruhstorfer 1914. Allotinus dositheus ingår i släktet Allotinus och familjen juvelvingar. Inga underarter finns listade i Catalogue of Life.